# Rivière du Coin
Rivière du Coin är ett vattendrag i Guadeloupe (Frankrike). Det ligger i den centrala delen av Guadeloupe, 30 km nordost om huvudstaden Basse-Terre.